# III Италийский легион
Легион III «Италика» (лат. legio III Italica Gordiana Pia VII Fidelis VII) — римский легион, сформированный, скорее всего, в 165 или 166 году. Прекратил своё существование в конце IV — начале V века. Эмблема легиона — аист.

## Основание
Основан в 165 или 166 году по приказу императора Марка Аврелия для участия в Маркоманской войне. При создании получил наименование III Concordia, означающее «Гармоничный», что могло подчеркивать гармоничное правление Марка Аврелия и его соимператора Луция Вера. Однако такое наименование не прижилось и легион стал именоваться III Italica (Италийский), поскольку был набран в Италии. Существуют записи, говорящие, что легион набирался в Комо.

## Боевой путь
С самого своего создания легион находился в дунайских провинциях, находясь, вместе с легионами I «Adjutrix» и II «Italica», под командованием будущего императора Пертинакса. Легион стоял гарнизоном в Реции, построив лагерь под названием Кастра Регина (совр. Регенсбург).
В 193 году легион поддержал Септимия Севера в притязаниях на престол и выступал на его стороне против Пертинакса, Дидия Юлиана, Песценния Нигера и Клодия Альбина. Позднее участвовал в Парфянской кампании Севера.
В 213 году участвует в кампании против Алеманнов.
В 243—244 годах участвует в кампании против Сасанидов императора Гордиана III, за что получает титул Gordiana.
В 253 году поддерживает притязания Валериана, за что получает титул Pia Fidelis («Преданный и верный»).
В 260 году, за поддержку сына Валериана, Галлиена, получает титул VII Pia VII Fidelis («7 раз Преданный и 7 раз верный»), однако такая степень титулов употребляется весьма редко, что говорит о незаслуженной раздаче титулов соискателями на престол в момент необходимости поддержки легионов.
Легион продолжает стоять лагерем в Регина Кастра, однако принимает участие в войне Аврелиана против Зенобии.

## Расформирование
В конце IV века легион был разбит на 6 частей под командой префектов, пять из которых охраняли броды на Дунае, а шестая была отправлена в Иллирик. Все упоминания о легионе прекращаются в первой четверти V века, когда баварцы захватили его базы. Отряд, стоящий в Иллирике, стал частью легиона III «Herculia», сформированного Диоклетианом в начале IV века.

## Полезные ссылки
- Список римских легионов
- Легион на livius.org
- Р.Канья «Легион» Краткое описание истории различных легионов на портале XLegio.
- Римская Слава Античное военное искусство